# Großsteingrab Greven
Das Großsteingrab Greven war eine megalithische Grabanlage der jungsteinzeitlichen Trichterbecherkultur bei Greven, einem Ortsteil von Granzin im Landkreis Ludwigslust-Parchim (Mecklenburg-Vorpommern). Es wurde im 19. Jahrhundert zerstört. 1805 führte Friedrich Wilhelm Zinck eine Grabung durch.

## Lage
Das Großsteingrab befand sich an der Grenze von Greven und Lindenbeck.

## Beschreibung
Die Anlage besaß eine ringförmige oder ovale Umfassung aus großen Steinen. Der größte war 3 Fuß (ca. 0,9 m) dick. Innerhalb der Umfassung lag eine Hügelschüttung aus Ton. Diese barg eine Grabkammer, die aber nicht näher beschrieben wurde. Es werden lediglich drei Steine (Decksteine?) erwähnt. Bei der Untersuchung des Grabes wurden im Osten einige Keramikscherben und an mehreren Stellen Holzkohle und verrostete Eisengegenstände gefunden.